# Walter Williams
José Walter Williams Castillo (La Ceiba, 30 de setembro de 1983 - La Ceiba, 11 de dezembro de 2018) foi um futebolista hondurenho que atuava na posição de zagueiro. Durante sua carreira foi convocado à Seleção Hondurenha de Futebol.
Williams morreu em 11 de dezembro de 2018 em La Ceiba, aos 35 anos, devido a um derrame.